# アリゼンダ・デ・ムンカーダ

アリゼンダ・デ・ムンカーダの紋章

アリゼンダ・デ・ムンカーダ（Elisenda de Montcada, 1292年 – 1364年6月19日）は、アラゴン＝カタルーニャ連合王国のムンカーダ家出身の人物。アラゴン王ハイメ2世（在位：1291年 - 1327年）の3番目の妃。

## 家族
アリゼンダの曾祖母であるクンスタンセはアイトナ領主夫人であり、アラゴン王ペドロ2世の非嫡出児であった。アリゼンダはアラゴン＝カタルーニャ連合王国でも有数の家系の出身である。父親はアイトナ領主・スセス領主のペドロ1世、母親はアリゼンダ・デ・ピノス。アリゼンダには2人の兄弟がいる。

## 経歴
1292年にアラゴン＝カタルーニャ連合王国のサグリアー郡アイトナで生まれた。アリゼンダは誰との結婚も望まなかった美しい少女だったとする伝承がある。

### ハイメ2世との結婚
ハイメ2世の治世でアラゴン＝カタルーニャ連合王国は地中海における覇権を握っている。ハイメ2世は文化の保護者でもあり、哲学者・著作家のラモン・リュイ（ライムンドゥス・ルルス）、錬金術師・占星術師のアルナウ・ダ・ビラノバ（アルナルドゥス・デ・ビラ・ノバ）などのパトロンとなり、1300年頃にはアラゴン連合王国初・カタルーニャ地方初の大学（リェイダ大学）を設立している。ハイメ2世がサルデーニャ島（1323年からサルデーニャ王）に遠征して治世最大の成功を収めた直後、1322年にタラゴナでハイメ2世とアリゼンダが結婚した。
この結婚により、ハイメ2世が2番目の妻ブランカ・デ・ナポレスとの間に残した10人の子どもの継母となっている。1267年生で55歳のハイメ2世と1292年生で30歳前後のアリゼンダの間には、約25歳の年齢差があった。ふたりはバルセロナの王立宮殿に移り、アリゼンダは高齢で病気がちのハイメ2世の世話や礼拝を行う日々を過ごした。1326年、ハイメ2世とアリゼンダはパドラルベス修道院の設立を許可。結婚から5年後の1327年にはハイメ2世が死去したが、二人の間には子どもがなかった。

### ハイメ2世死去後
ハイメ2世の死後すぐ、パドラルベス修道院近くに建設した小規模な宮殿に隠遁し、残りの人生をそこで過ごした。アリゼンダはベルガ、パルス、トゥロエーリャ・ダ・ムングリー、トゥルトーザ、カステリョー・ダ・ブリアナの用益権を保有していた。1364年に72歳で死去するまで、アリゼンダは敬虔で実直な生活を続けた。教会や修道院から見ることができる、高価な大理石で作られた墓に埋葬された。教会には横たわった姿のアリゼンダの彫像があり、修道院には修道女のような格好をしたアリゼンダの彫像がある。

## ハイメ2世の王妃
- 1291年-1295年 イザベル・ド・カスティーユ（英語版）
- 1295年-1310年 ブランカ・デ・ナポレス
- 1315年-1319年 マリー・ド・リュジニャン（英語版）
- 1322年-1327年 アリゼンダ・デ・ムンカーダ

アラゴン王のハイメ2世（在位1291年-1327年）は生涯に四度結婚している。1291年にはわずか8歳のイザベル・ド・カスティーユと結婚したが、イサベルの父であるカスティーリャ王サンチョ4世が1295年に死去すると、ハイメ2世とイサベルの婚姻は無効となった。
同1295年にはナポリ王カルロ2世の娘であるブランカ・デ・ナポレスと結婚し、ハイメ2世とブランカは10人の子どもを儲けた。ブランカは1310年に死去した。
1315年にはキプロス王ユーグ3世の娘であるマリー・ド・リュジニャンと結婚したが、4年後の1319年にはマリーが死去したため、ハイメ2世は男やもめとなった。